# Луї Версейп
Луї Марі Версейп (фр. Louis Marie Versyp, 5 грудня 1908, Брюгге — 27 червня 1988) — бельгійський футболіст, що грав на позиції нападника за клуб «Брюгге», а також національну збірну Бельгії. По завершенні ігрової кар'єри — тренер.

## Клубна кар'єра
У футболі дебютував 1926 року виступами за «Брюгге», кольори якого і захищав протягом усієї своєї кар'єри гравця, що тривала цілих дев'ятнадцять років. 

## Виступи за збірну
1928 року дебютував в офіційних матчах у складі національної збірної Бельгії. Протягом кар'єри у національній команді, яка тривала 9 років, провів у її формі 33 матчі, забивши 7 голів.
У складі збірної був учасником  футбольного турніру на Олімпійських іграх 1928 року в Амстердамі, чемпіонату світу 1930 року в Уругваї (поразки 0:3 від США і 0:1 від Парагвая), чемпіонату світу 1934 року в Італії (був в заявці, але не грав).

### Матчі в складі збірної
ЧС-1930
1. (7) 13 липня 1930. Монтевідео. США 3:0 Бельгія
2. (8) 20 липня 1930. Монтевідео. Бельгія 0:1 Парагвай

Відбір на ЧС-1934
1. (30) 25 лютого 1934. Дублін. Ірландська Вільна Держава 4:4 Бельгія
2. (32) 29 квітня 1934. Антверпен. Бельгія 2:4 Нідерланди

Товариські матчі
1. (1) 13 квітня 1930. Коломб. Франція 1:6 Бельгія (дубль)
2. (2) 4 травня 1930. Амстердам. Нідерланди 2:2 Бельгія
3. (3) 11 травня 1930. Брюссель. Бельгія 1:3 Ірландська вільна держава
4. (4) 18 травня 1930. Антверпен. Бельгія 3:1 Нідерланди
5. (5) 25 травня 1930. Льєж. Бельгія 1:2 Франція
6. (6) 8 червня 1930. Антверпен. Бельгія 2:1 Португалія
7. (9) 21 вересня 1930. Антверпен. Бельгія 2:3 Чехословаччина (гол)
8. (10) 7 грудня 1930. Монруж. Франція 2:2 Бельгія
9. (11) 29 березня 1931. Амстердам. Нідерланди 3:2 Бельгія (гол)
10. (12) 3 травня 1931. Антверпен. Бельгія 4:2 Нідерланди (гол)
11. (13) 16 травня 1931. Брюссель. Бельгія 1:4 Англія
12. (14) 31 травня 1931. Лісабон. Португалія 3:2 Бельгія
13. (15) 11 жовтня 1931. Брюссель. Бельгія 2:1 Польща
14. (16) 6 грудня 1931. Брюссель. Бельгія 2:1 Швейцарія
15. (17) 20 березня 1932. Антверпен. Бельгія 1:4 Нідерланди
16. (18) 17 квітня 1932. Амстердам. Нідерланди 2:1 Бельгія
17. (19) 1 травня 1932. Брюссель. Бельгія 5:2 Франція
18. (20) 5 червня 1932. Копенгаген. Данія 3:4 Бельгія
19. (21) 12 червня 1932. Стокгольм. Швеція 3:1 Бельгія
20. (22) 11 грудня 1932. Брюссель. Бельгія 1:6 Австрія
21. (23) 12 лютого 1933. Брюссель. Бельгія 2:3 Італія
22. (24) 12 березня 1933. Цюрих. Швейцарія 3:3 Бельгія
23. (25) 26 березня 1933. Коломб. Франція 3:0 Бельгія
24. (26) 9 квітня 1933. Антверпен. Бельгія 1:3 Нідерланди
25. (27) 7 травня 1933. Амстердам. Нідерланди 1:2 Бельгія
26. (28) 11 червня 1933. Відень. Австрія 4:1 Бельгія
27. (29) 26 листопада 1933. Брюссель. Бельгія 2:2 Данія (гол)
28. (31) 11 березня 1934. Амстердам. Нідерланди 9:3 Бельгія (гол)
29. (33) 8 березня 1936. Коломб. Франція 3:0 Бельгія

## Кар'єра тренера
Розпочав тренерську кар'єру невдовзі по завершенні кар'єри гравця, 1945 року, очоливши тренерський штаб клубу «Брюгге».
1952 року став головним тренером команди «Серкль», тренував команду з Брюгге два роки.
Згодом протягом 1956–1957 років знову очолював «Серкль».
Протягом тренерської кар'єри також очолював команду клубу «Мальдеджем».
Останнім місцем тренерської роботи був клуб «Остенде», головним тренером команди якого Луї Версейп був з 1958 по 1963 рік.
Помер 27 червня 1988 року на 80-му році життя.